# Liste der Naturdenkmale in Essen
Die Liste der Naturdenkmale in Essen enthält die Naturdenkmale, die laut der Unteren Landschaftsbehörde des Umweltamtes der Stadt Essen und anhand der Essener Naturdenkmalverordnung festgelegt wurden.

## Listen

### Stadtbezirk I
| Bild | Nummer | Festsetzungsnummer | Anzahl | Was          | Bemerkung                                                                                       | Lage                                                | Koordinaten                |
| ---- | ------ | ------------------ | ------ | ------------ | ----------------------------------------------------------------------------------------------- | --------------------------------------------------- | -------------------------- |
|      | 1      |                    | 1      | Platane      | Stammumfang 4,97 m                                                                              | Stadtkern Burgplatz / Kettwiger Straße              | 51° 27′ 20″ N, 7° 0′ 48″ O |
|      | 1      |                    | 1      | Platane      | 2020 in die Naturdenkmalverordnung übernommen, steht auf dem Schulhof der ehemaligen BMV Schule | Stadtkern Hirschlandplatz                           | 51° 27′ 14″ N, 7° 0′ 38″ O |
|      | 2      |                    | 1      | Findling     | 1,80 m × 1,00 m × 1,40 m (Granitgneis)                                                          | Südviertel Kruppstraße 5 (RWE-Hochhaus)             | 51° 26′ 58″ N, 7° 0′ 35″ O |
|      | 3      |                    | 1      | Findling     | 200 cm × 160 cm × 120 cm (Granit)                                                               | Südviertel Grünanlage Kaupenstraße (bei Spielplatz) | 51° 26′ 36″ N, 7° 0′ 6″ O  |
|      | 4      |                    | 1      | Platane      | Stammumfang 475 cm                                                                              | Südviertel Isenbergstraße 30 (Hof)                  | 51° 26′ 30″ N, 7° 0′ 58″ O |
|      | 5      |                    | 1      | Findling     | 125 cm × 180 cm × 105 cm (Granit)                                                               | Huttrop Vollmerskamp 2                              | 51° 27′ 7″ N, 7° 2′ 19″ O  |
|      | 6      |                    | 1      | Rosskastanie | Stammumfang 387 cm                                                                              | Huttrop Mathilde-Kaiser-Straße / Plantenbergstraße  | 51° 26′ 51″ N, 7° 2′ 55″ O |
|      | 7      |                    | 1      | Ahorn, Esche | Baumgruppe: 5 Ahorn, 1 Esche Stammumfang 1,91 m – 3,44 m                                        | Huttrop Mathilde-Kaiser-Straße 40                   | 51° 26′ 47″ N, 7° 3′ 15″ O |

### Stadtbezirk II
| Bild | Nummer | Festsetzungsnummer | Anzahl | Was             | Bemerkung                                                                                      | Lage                                                          | Koordinaten                |
| ---- | ------ | ------------------ | ------ | --------------- | ---------------------------------------------------------------------------------------------- | ------------------------------------------------------------- | -------------------------- |
|      | 8      |                    | 1      | Blutbuche       | Stammumfang 4,84 m                                                                             | Rüttenscheid Rüttenscheider Straße 160 (im Hof)               | 51° 25′ 48″ N, 7° 0′ 21″ O |
|      | 9      |                    | 1      | Rosskastanie    | Stammumfang 3,68 m                                                                             | Rüttenscheid Wittekindstraße gegenüber Nr. 7                  | 51° 25′ 43″ N, 7° 0′ 30″ O |
|      | 10     |                    | 1      | Platane         | Stammumfang 3,92 m                                                                             | Rüttenscheid Wittekindstraße Ecke Ursulastraße                | 51° 25′ 48″ N, 7° 0′ 21″ O |
|      | 11     | 3.6.3              | 1      | Findling        | 120 cm × 80 cm × 67 cm (rötl. Granit)                                                          | Stadtwald Sundernholz / Riesweg (Waldzugangsweg)              | 51° 25′ 12″ N, 7° 1′ 56″ O |
|      | 12     | 3.6.4              | 1      | Rosskastanie    | Stammumfang 3,60 cm; 2012 gefällt                                                              | Stadtwald Bottlenberg 74                                      | 51° 24′ 45″ N, 7° 1′ 47″ O |
|      | 13     |                    | 1      | Findling        | 0,70 m × 1,60 m × 0,60 m (Silgat-Granit)                                                       | Stadtwald Buschfeldweg                                        | 51° 25′ 30″ N, 7° 0′ 53″ O |
|      | 14     |                    | 1      | Stieleiche      | Stammumfang 447 cm                                                                             | Bergerhausen Billebrinkhöhe 4                                 | 51° 26′ 10″ N, 7° 3′ 25″ O |
|      | 15     |                    | 2      | Eiben           | 2 Eiben Stammumfang 1,48 m und 1,19 m                                                          | Rellinghausen Rellinghauser Straße (Grünanlage St. Lambertus) | 51° 25′ 34″ N, 7° 2′ 27″ O |
|      | 16     |                    |        | Efeustamm       |                                                                                                | Rellinghausen Am Stift 9, am Blücherturm                      | 51° 25′ 29″ N, 7° 2′ 29″ O |
|      | 17     |                    | 1      | Eiche, Findling | 1 Eiche Stammumfang 5,51 m („Lüstner Eiche“) 1 Findling 135 cm × 105 cm × 50 cm (roter Granit) | Rellinghausen Viereichenhöhe 4                                | 51° 25′ 17″ N, 7° 3′ 12″ O |
|      | 18     |                    | 2      | Linden          | Stammumfang 215 cm und 199 cm                                                                  | Rellinghausen Frankenstraße 104                               | 51° 25′ 34″ N, 7° 2′ 38″ O |

### Stadtbezirk III
| Bild | Nummer | Festsetzungsnummer | Anzahl | Was                      | Bemerkung                                                                                 | Lage                                                                     | Koordinaten                 |
| ---- | ------ | ------------------ | ------ | ------------------------ | ----------------------------------------------------------------------------------------- | ------------------------------------------------------------------------ | --------------------------- |
|      | 19     |                    | 1      | Eibe                     | Stammumfang 133 cm                                                                        | Altendorf Nöggerathstraße (hinter Nr. 90, am Kruzifix)                   | 51° 27′ 26″ N, 6° 57′ 30″ O |
|      | 20     |                    | 1      | Findling                 | 220 cm × 180 cm × 140 cm (Granit)                                                         | Frohnhausen Onckenstraße / Pottgießerstraße                              | 51° 27′ 3″ N, 6° 57′ 50″ O  |
|      | 21     |                    | 1      | Findling                 | 100 cm × 95 cm × 72 cm (Rapakiwi-Granit)                                                  | Frohnhausen Margaretenstraße 40, Alfred-Krupp-Schule                     | 51° 26′ 59″ N, 6° 58′ 58″ O |
|      | 22     |                    | 3      | Findlinge                | (Braunkohle-Quarzit) 155 cm × 40 cm × 95 cm; 80 cm × 70 cm × 95 cm; 95 cm × 20 cm × 65 cm | Frohnhausen Westpark                                                     | 51° 26′ 46″ N, 6° 58′ 44″ O |
|      | 23     |                    | 1      | Findling                 | 300 cm × 200 cm × 100 cm (Revsund-Granit)                                                 | Frohnhausen Mülheimer Straße 126 (Realschule Essen-West)                 | 51° 26′ 37″ N, 6° 58′ 12″ O |
|      | 24     | 3.6.7              | 1      | Esche                    | Stammumfang 369 cm                                                                        | Margarethenhöhe Waldrand nördlich des Hülsmannshofes / Im Stillen Winkel | 51° 26′ 1″ N, 6° 58′ 16″ O  |
|      | 25     | 3.6.6              | 1      | fiederblättrige Rotbuche | Stammumfang 234 cm                                                                        | Fulerum Nachtigallental am Halbachhammer                                 | 51° 25′ 43″ N, 6° 58′ 13″ O |
|      | 26     |                    | 1      | Blutbuche                | Stammumfang 313 cm                                                                        | Haarzopf Hatzper Straße 119–125                                          | 51° 25′ 2″ N, 6° 58′ 2″ O   |
|      | 27     |                    | 1      | Blutbuche                | Stammumfang 301 cm                                                                        | Haarzopf Raadter Straße 77, im Garten des Pfarrhauses                    | 51° 25′ 4″ N, 6° 57′ 28″ O  |
|      | 28     |                    | 2      | Eiben                    | Stammumfang 232 cm und 121 cm                                                             | Haarzopf Kleingartenanlage Hubrickshof / Eststraße                       | 51° 24′ 43″ N, 6° 57′ 45″ O |

### Stadtbezirk IV
| Bild | Nummer | Festsetzungsnummer | Anzahl | Was           | Bemerkung          | Lage                                                              | Koordinaten                   |
| ---- | ------ | ------------------ | ------ | ------------- | ------------------ | ----------------------------------------------------------------- | ----------------------------- |
|      | 29     |                    | 1      | Berg-Ahorn    | Stammumfang 319 cm | Schönebeck Heißener Straße, Eingang zum katholischen Friedhof     | 51° 27′ 15″ N, 6° 56′ 29″ O   |
|      | 30     |                    | 1      | Weißdornhecke | ca. 200 m lang     | Schönebeck Bahnlinie zwischen Dreigarbenfeld und Herbrüggenstraße | Koordinaten fehlen! Hilf mit. |

### Stadtbezirk V
| Bild | Nummer | Festsetzungsnummer | Anzahl | Was            | Bemerkung                     | Lage                                                                   | Koordinaten                 |
| ---- | ------ | ------------------ | ------ | -------------- | ----------------------------- | ---------------------------------------------------------------------- | --------------------------- |
|      | 31     |                    | 1      | Platane        | Stammumfang 374 cm            | Altenessen-Nord Leseband (hinter Nr. 31 am Wanderweg)                  | 51° 30′ 18″ N, 7° 1′ 48″ O  |
|      | 32     |                    | 2      | Platane        | Stammumfang 4,69 m und 5,10 m | Altenessen-Nord Gladbecker Straße 413 (hinter dem Gelände Media Markt) | 51° 29′ 13″ N, 6° 59′ 44″ O |
|      | 33     |                    | 1      | Rotbuche       | Stammumfang 305 cm            | Altenessen-Nord Spritzenstraße 3–5                                     | 51° 30′ 8″ N, 7° 0′ 30″ O   |
|      | 34     |                    | 2      | Sumpfzypressen | Stammumfang 192 cm und 175 cm | Altenessen-Süd im Kaiser-Wilhelm-Park am südwestlichen Teichufer       | 51° 29′ 21″ N, 7° 0′ 44″ O  |

### Stadtbezirk VI
| Bild | Nummer | Festsetzungsnummer | Anzahl | Was          | Bemerkung          | Lage                           | Koordinaten                |
| ---- | ------ | ------------------ | ------ | ------------ | ------------------ | ------------------------------ | -------------------------- |
|      | 35     |                    | 1      | Rotbuche     | Stammumfang 341 cm | Katernberg Bergebuschstraße 2a | 51° 29′ 32″ N, 7° 3′ 0″ O  |
|      | 36     |                    | 1      | Platane      | Stammumfang 413 cm | Katernberg Viktoriastraße 33   | 51° 29′ 51″ N, 7° 2′ 44″ O |
|      | 37     |                    | 1      | Rosskastanie | Stammumfang 276 cm | Schonnebeck Saatbruchstraße 13 | 51° 29′ 3″ N, 7° 3′ 33″ O  |

### Stadtbezirk VII
| Bild | Nummer | Festsetzungsnummer | Anzahl | Was                       | Bemerkung                                                          | Lage                                                  | Koordinaten                |
| ---- | ------ | ------------------ | ------ | ------------------------- | ------------------------------------------------------------------ | ----------------------------------------------------- | -------------------------- |
|      | 38     |                    | 1      | Rotbuche                  | Stammumfang 337 cm, laut Beschlussvorlage wegen Pilzbefall gefällt | Kray Heinrich-Sense-Weg am Bahnhof Essen-Kray Nord    | 51° 28′ 10″ N, 7° 4′ 54″ O |
|      | 39     |                    | 3      | Linden                    | Stammumfang 3,20 m – 5,59 m                                        | Leithe im Volksgarten, zwischen Teich und Ottostraße  | 51° 28′ 8″ N, 7° 5′ 29″ O  |
|      | 40     |                    | 1      | Flügelnuss, siebenstämmig | Stammumfang 1,92 m – 2,12 m                                        | Leithe im Volksgarten, südöstlich des kleinen Teiches | 51° 28′ 9″ N, 7° 5′ 28″ O  |
|      | 41     |                    | 2      | Baum-Hasel                |                                                                    | Leithe im Volksgarten, Ostteil, nahe Ottostraße       | 51° 28′ 12″ N, 7° 5′ 36″ O |
|      | 42     |                    | 1      | Ginkgo                    | Stammumfang 154 cm                                                 | Leithe im Volksgarten, am nördlichen Grenzweg         | 51° 28′ 13″ N, 7° 5′ 38″ O |
|      | 43     |                    | 1      | Berg-Ahorn                | Stammumfang 6,30 m                                                 | Leithe Meistersinger Straße, Isingpark                | 51° 27′ 19″ N, 7° 5′ 20″ O |
|      | 44     |                    | 1      | Platane                   | Stammumfang 535 cm                                                 | Steele Bochumer Straße neben Nr. 50                   | 51° 26′ 45″ N, 7° 4′ 46″ O |
|      | 45     |                    | 2      | Rotbuchen                 | Stammumfang 3,55 m – 3,65 m                                        | Freisenbruch Eibergweg 11                             | 51° 26′ 59″ N, 7° 7′ 2″ O  |

### Stadtbezirk VIII
| Bild | Nummer | Festsetzungsnummer | Anzahl | Was                                         | Bemerkung | Lage                                                                               | Koordinaten                |
| ---- | ------ | ------------------ | ------ | ------------------------------------------- | --- | ---------------------------------------------------------------------------------- | -------------------------- |
|      | 46     |                    | 1      | Findling                                    | 2,20 m × 2,80 m × 1,00 m (weißer Sala-Granit)                                                                                           | Überruhr Antropstraße (hinter Nr. 19)                                              | 51° 26′ 9″ N, 7° 4′ 28″ O  |
|      | 47     |                    | 1      | Findling                                    | 1,10 m × 1,00 m × 2,00 m | Überruhr Hinseler Feld 1                                                           | 51° 26′ 1″ N, 7° 4′ 39″ O  |
|      | 48     |                    | 1      | Findling                                    | 1,30 m × 1,80 m × 0,70 m (Silan-Granit)                                                                                                 | Überruhr Nockwinkel 62 / Lehmannsbrink                                             | 51° 25′ 42″ N, 7° 4′ 39″ O |
|      | 49     |                    | 1      | Findling                                    | 1,00 m × 0,70 m × 0,60 m (Perniö-Granit)                                                                                                | Überruhr Nockwinkel 87                                                             | 51° 25′ 44″ N, 7° 4′ 35″ O |
|      | 50     |                    | 1      | Edelkastanie                                | Stammumfang 3,47 m | Überruhr Dellmannsweg 101                                                          | 51° 25′ 3″ N, 7° 5′ 27″ O  |
|      | 51     |                    | 1      | Eiche                                       | Stammumfang 3,38 m | Burgaltendorf Laurastraße 3                                                        | 51° 24′ 52″ N, 7° 6′ 26″ O |
|      | 52     |                    | 1      | Eiche                                       | Stammumfang 3,46 m | Burgaltendorf Charlottenhöhe 37                                                    | 51° 25′ 18″ N, 7° 6′ 35″ O |
|      | 53     | 3.6.33             | 2      | Buchen                                      | Stammumfang 3,96 m und 4,17 m | Burgaltendorf Deipenbecktal, Abzweig der Straße Pothsberg / Steingatt              | 51° 24′ 38″ N, 7° 5′ 59″ O |
|      | 54     | 3.6.30             | 1      | Geologischer Aufschluss, Sutanüberschiebung | Felswand mit einer aufgeschlossenen Gesteinsserie der Wittener Schichten (Karbon) und der Sutanüberschiebung                            | Heisingen Lanfermannfähre/Freiherr-Vom-Stein-Straße, westlich der Zeche Carl Funke | 51° 24′ 14″ N, 7° 2′ 59″ O |
|      | 55     | 3.6.31             | 1      | Edelkastanie                                | Stammumfang 4,60 m | Heisingen Wuppertaler Straße 456a (an der Böschung nördlich des Hauses)            | 51° 24′ 26″ N, 7° 4′ 25″ O |
|      | 56     | 3.6.32             | 1      | Geologischer Aufschluss, Geologische Wand   | ein ca. 300 m langen Aufschluss mit einer aufgeschlossenen Gesteinsserie der Bochumer Schichten mit mehreren Steinkohlenflözen (Karbon) | Heisingen Wuppertaler Straße, Kampmannbrücke / Stauseebogen                        | 51° 23′ 56″ N, 7° 4′ 33″ O |
|      | 57     |                    | 1      | Hülse                                       | Stammumfang 1,28 m und 0,57 m | Heisingen Lelei 22                                                                 | 51° 23′ 59″ N, 7° 3′ 58″ O |
|      | 58     |                    | 1      | Geologischer Aufschluss                     | | Heisingen Freiherr-vom-Stein-Straße, nordwestl. Nr. 647                            | 51° 24′ 20″ N, 7° 2′ 45″ O |
|      | 59     | 3.6.35             | 3      | Eichen                                      | Stammumfang 2,17 m – 3,08 m | Byfang Niederweniger Straße / Düschenhofer Wald 5                                  | 51° 23′ 38″ N, 7° 6′ 22″ O |
|      | 60     | 3.6.34             | 1      | Eibe                                        | Stammumfang 2,01 m | Byfang Scheebredde 11a                                                             | 51° 23′ 47″ N, 7° 6′ 52″ O |
|      | 61     |                    | 1      | Eiche                                       | Stammumfang 2,62 m | Byfang Düschenhofer Wald gegenüber Nr. 48                                          | 51° 23′ 50″ N, 7° 6′ 21″ O |
|      | 62     |                    | 1      | Eiche                                       | Stammumfang 3,11 m | Byfang gegenüber Deile 48                                                          | 51° 23′ 34″ N, 7° 6′ 22″ O |
|      | 63     |                    | 1      | Eibe                                        | Stammumfang 2,03 m | Kupferdreh Kupferdreher Straße 251                                                 | 51° 23′ 7″ N, 7° 5′ 12″ O  |
|      | 64     | 3.6.39             | 2      | Hainbuchen                                  | Stammumfang 2,94 m und 2,44 m | Kupferdreh Priembergweg 132 / Sollwiesenbusch                                      | 51° 22′ 37″ N, 7° 4′ 57″ O |
|      | 65     | 3.6.38             | 1      | Quelltopf                                   | | Kupferdreh Voßnacker Weg                                                           | 51° 22′ 48″ N, 7° 6′ 44″ O |
|      | 66     | 3.6.36             | 1      | Geologischer Aufschluss                     | kleiner Steinbruch mit versteinerten Baumstämmen                                                                                        | Kupferdreh Nierenhofer Straße gegenüber Nr. 16                                     | 51° 23′ 1″ N, 7° 5′ 55″ O  |
|      | 67     | 3.6.41             | 1      | Quelltopf                                   | aus Naturstein gemauerter Quelltopf | Kupferdreh Asbachtal                                                               | 51° 22′ 20″ N, 7° 4′ 55″ O |

### Stadtbezirk IX
| Bild | Nummer | Festsetzungsnummer | Anzahl | Was                             | Bemerkung | Lage | Koordinaten                   |
| ---- | ------ | ------------------ | ------ | ------------------------------- | --- | --- | ----------------------------- |
|      | 68     | 3.6.5              | 5      | Rotbuchen                       | Stammumfang 263–475 cm | Bredeney Beckmannsbusch (Waldweg östlich des Forsthauses Beckmannsbusch) Nähe Norbertstraße                            | 51° 25′ 20″ N, 6° 59′ 25″ O   |
|      | 69     | 3.6.19             | 1      | Rotbuche                        | Stammumfang 393 cm | Bredeney Einmündung Krügerpfad / Walter-Sachsse-Weg „Krügerblick“                                                      | 51° 24′ 16″ N, 6° 59′ 17″ O   |
|      | 70     |                    | 1      | Hülse                           | Stammumfang 135 cm | Bredeney Freiherr-vom-Stein-Straße 386a, (Schloss Baldeney vor der Kapelle)                                            | 51° 24′ 29″ N, 7° 1′ 25″ O    |
|      | 71     |                    | 4      | Silber-Linden                   | Stammumfang 2,68 m – 3,38 m | Bredeney Einigkeitsstraße 67                                                                                           | 51° 25′ 14″ N, 6° 59′ 39″ O   |
|      | 72     |                    | 1      | Flatterulme                     | Stammumfang 4,10 m | Bredeney Weg zur Platte 33–35                                                                                          | 51° 23′ 54″ N, 6° 59′ 19″ O   |
|      | 73     |                    | 1      | Eiche                           | Stammumfang 1,85 m | Schuir Meisenburgstraße 255, gegenüber Lutterbecks Busch 9, Bismarckeiche                                              | 51° 23′ 18″ N, 6° 56′ 43″ O   |
|      | 74     |                    | 1      | Findling                        | 0,95 m × 0,80 m × 0,90 m | Schuir Rutherweg 39 | 51° 23′ 1″ N, 6° 57′ 53″ O    |
|      | 75     | 3.6.12             | 1      | Quelle und Wasserfall           | hohe Ergiebigkeit | Kettwig Werdener Straße                                                                                                | 51° 21′ 27″ N, 6° 56′ 49″ O   |
|      | 76     |                    | 1      | Findling                        | 0,95 m × 1,05 m × 0,70 m (vergneister Småland-Granit) | Kettwig Graf-Zeppelin-Straße nördlich der Schule                                                                       | 51° 21′ 51″ N, 6° 56′ 40″ O   |
|      | 77     | 3.6.10             | 1      | Findling                        | Granit, 170 × 135 × 120 cm | Kettwig Ruhrpromenadenweg an der Kettwiger Schleuse                                                                    | 51° 21′ 40″ N, 6° 56′ 14″ O   |
|      | 78     | 3.6.11             | 2      | Edelkastanien                   | Stammumfang 491 cm und 598 cm | Kettwig Sommersberg 4                                                                                                  | 51° 21′ 13″ N, 6° 55′ 46″ O   |
|      | 79     | 3.6.16             | 1      | Eiche                           | ca. 400 Jahre alt, etwa 30 m hoch; Stammumfang 460 cm | Kettwig Oefte 5 (Hessenhof)                                                                                            | 51° 21′ 34″ N, 6° 57′ 46″ O   |
|      | 80     | 3.6.14 und 3.6.15  | 1      | Edelkastanie, Hülse             | 1 Edelkastanie Stammumfang 459 cm; 1 Hülse Stammumfang 145 cm | Kettwig Oefte 9 (Haus Hoheholz)                                                                                        | 51° 21′ 11″ N, 6° 57′ 49″ O   |
|      | 81     | 3.6.17             | 1      | Stieleiche                      | Stammumfang 410 cm | Kettwig Oefte 20 (am Hof Bücke)                                                                                        | 51° 21′ 54″ N, 6° 58′ 28″ O   |
|      | 82     |                    | 1      | Baumgruppe                      | 2 Blutbuchen Stammumfang 3,45 m und 3,73 m; 2 Platanen Stammumfang 3,51 m und 4,27 m; 1 Sicheltanne Stammumfang 4,10 m | Kettwig Ringstraße 199                                                                                                 | 51° 21′ 24″ N, 6° 55′ 49″ O   |
|      | 83     |                    | 1      | Eibe                            | Stammumfang 2,10 m | Kettwig Hauptstraße 8                                                                                                  | 51° 21′ 44″ N, 6° 56′ 43″ O   |
|      | 84     |                    | 1      | Geologischer Aufschluss         | | Kettwig Ruhrtalstraße / Mitzwinkel                                                                                     | 51° 22′ 27″ N, 6° 57′ 35″ O   |
|      | 85     | 3.6.43             | 1      | Zeder                           | Stammumfang 339 cm | Werden Ruhrtalstraße 4–6 / Franzenshöhe                                                                                | 51° 23′ 7″ N, 6° 59′ 44″ O    |
|      | 86     |                    | 1      | Blutbuche                       | Stammumfang 4,11 m | Werden Ruhrufer nördlich des Strandbades Werden                                                                        | Koordinaten fehlen! Hilf mit. |
|      | 87     |                    | 3      | Rosskastanien                   | Stammumfang 2,98 m – 3,64 m. Ein Teil von einem der drei Bäume an der Probsteistraße ist bei einem Unwetter im April 2024 abgebrochen. Da darunter ein Weißfäulenbefall entdeckt wurde, haben Sachverständige die Fällung des Baums empfohlen. | Werden Dudenstraße 8–18                                                                                                | 51° 23′ 26″ N, 7° 0′ 12″ O    |
|      | 88     | 3.6.25 und 3.6.26  | 2      | Geologischer Aufschluss (Sutan) | Steinbruch mit einer aufgeschlossenen Gesteinsserie der obersten Sprockhöveler Schichten | Werden Klemensborn / Albermannstraße (gegenüberliegend)                                                                | 51° 23′ 5″ N, 7° 0′ 24″ O     |
|      | 89     | 3.6.20 und 3.6.21  | 2      | Geologische Aufschlüsse         | Steinbruch mit einer aufgeschlossenen Gesteinsserie der obersten Sprockhöveler und untersten Wittener Schichten (Karbon) | Werden Fußweg östlich des Anna-Linder-Weg (ehem. Straße Löwental), der zweite etwa 200 m weiter südlich                | 51° 23′ 30″ N, 6° 59′ 40″ O   |
|      | 90     | 3.6.42             | 1      | Eiche                           | Stammumfang 425 / 449 cm | Fischlaken Fischlaker Höfe 100                                                                                         | 51° 24′ 7″ N, 7° 1′ 37″ O     |
|      | 91     | 3.6.27             | 1      | Findling                        | 130 × 80 × 80 cm (Quarzdion) | Fischlaken Am Richrath 50 (etwa 150 m südöstlich); Waldrandbereich (etwa 450 m westnordwestlich des Mittelhammerhofes) | 51° 23′ 19″ N, 7° 2′ 40″ O    |